# Antimima simulans
Antimima simulans är en isörtsväxtart som först beskrevs av L. Bol., och fick sitt nu gällande namn av H. E. K. Hartmann. Antimima simulans ingår i släktet Antimima och familjen isörtsväxter. Inga underarter finns listade i Catalogue of Life.